# 3e régiment de chasseurs d'Afrique
Pour les articles homonymes, voir 3e régiment.
Le 3e régiment de chasseurs d'Afrique (ou 3e RCA) est créé le 1er février 1833 à Bône en Algérie, à la suite d'une décision royale du 27 décembre 1832, avec les effectifs des 7e et 8e escadrons du 1er régiment de chasseurs d'Afrique.
En 2025, il devient le 7e groupement d'instruction blindé (7e GIB).

## Création et différentes dénominations
- 1er février 1833 : création du 3e RCA à Bône en Algérie française à la suite d'une décision royale du 27 décembre 1832, avec les effectifs des 7e et 8e escadrons du 1er régiment de chasseurs d'Afrique ;
- 28 février 1963 : dissolution du 3e RCA au camp de Sissonne en France ;
- 1er juillet 2019 : création du centre de formation initiale des militaires du rang de la 7e brigade blindée - 3e régiment de chasseurs d'Afrique (CFIM - 3e RCA) au camp du Valdahon ;
- 1er juillet 2025 : devient le 7e groupement d'instruction blindé (7e GIB).

## Chefs de corps
- 1833-1833 : Colonel Boyer
- 1833-1835 : Colonel Rigaud
- 1835-1836 : Colonel Correard
- 1836-1841 : Colonel Laneau
- 1841-1846 : Colonel Noll
- 1846-1852 : Colonel de Mirbeck
- 1852-1853 : Colonel Ney de la Moskowa
- 1853-1860 : Colonel de Mézange de Saint-André
- 1860-1863 : Colonel du Barail
- 1863-1864 : Colonel Jean-Auguste Margueritte
- 1864-1868 : Colonel de Montarby
- 1868-1870 : Colonel Gaston de Galliffet
- 1870-1874 : Colonel Flogny
- 1874-1880 : Colonel Gaume
- 1880-1881 : Colonel de Cugnon d'Alincourt
- 1881-1887 : Colonel Du Buquoy
- 1887-1889 : Colonel Buffet
- 1889-1895 : Colonel de Forsanz
- 1895-1900 : Colonel Lugon
- 1900-1903 : Colonel Sainte-Chapelle
- 1903-1906 : Colonel Grellet
- 1906-1910 : Lieutenant-Colonel Clémençon
- 1910-1913 : Colonel Andrieu
- 1913-1916 : Colonel Costet
- 1916-1918 : Lieutenant-Colonel R. Faure
- 1918-1919 : Colonel Toulat
- 1919-1920 : Colonel Lefèvre
- 1921-1924 : Colonel Scherer
- 1924-1925 : Colonel Perrot
- 1925-1928 : Colonel Herchet
- 1928-1931 : Lieutenant-Colonel Argueyrolles
- 1931-1933 : Lieutenant-Colonel Chanoine
- 1933-1938 : Lieutenant-Colonel Poncelet
- 1938-1942 : Lieutenant-Colonel J. Flipo
- 1942-1943 : Colonel de Bazelaire de Boucheporn
- 1943-1944 : Lieutenant-Colonel P. Manceaux-Demiau
- 1944-1944 : Lieutenant-Colonel P. Fouchet, blessé début octobre 1944 à Servance
- 1944-1946 : Lieutenant-Colonel J. Guilbert
- 1946-1951 : Colonel de Villèle
- 1951-1954 : Colonel L. de Battisti
- 1954-1956 : Colonel Ch. des Courtils
- 1956-1958 : Lieutenant-Colonel Antoine Argoud
- 1958-1959 : Colonel F. Boquet
- 1959-1961 : Lieutenant-Colonel J. Le Carbonnier de La Morsanglière
- 1961-1962 : Lieutenant-Colonel L. Pichon
- 1962-1963 : Chef d'escadrons Huet
- 2019 : Lieutenant-colonel Regnault, CDT du CFIM-7 BB/3 RCA

## Historique des garnisons, campagnes et batailles

### Garnisons
- 1907 : Algérie - Constantine, Sétif
- 1923-1928 : Vienne
- 1933 : Algérie - Constantine
- 1955-mars 1956	: Allemagne (Ravensbourg, Weingarten, Langenargen)
- mars 1956-novembre 1956 : Algérie (L'Arba, Ravigo, Rivet)
- novembre 1956 : Expédition de Suez
- novembre 1956-août 1959 : Algérie (Ain Taya, Bou Kandoura, l'Arba, Rovigo )
- août 1959-1961	: Algérie (Bekkaria (région Tébessa))
- 1961-juillet 1962	:Algérie (El Ma El Abiod)
- juillet 1962-février 1963 : Algérie (Ain Abid, Ain Regada )
- février 1963 : Sissonne (dissolution)
- depuis 2019 : camp du Valdahon

### Les campagnes
- Algérie 1833-1854,
- Armée d'Orient 1854-1856,
- Algérie 1856-1859,
- Italie 1859,
- Syrie 1860,
- Mexique 1862-1867,
- Algérie 1864,
- France 1870-1871,
- Algérie 1871-1879,
- Tunisie 1881,
- Madagascar 1895,
- Maroc 1909-1911,
- Grande Guerre 1914-1918,
- Tunisie 1942-1943,
- Libération 1944-1945,
- Allemagne 1945,
- Algérie 1956-1962.

### 1833 à 1848

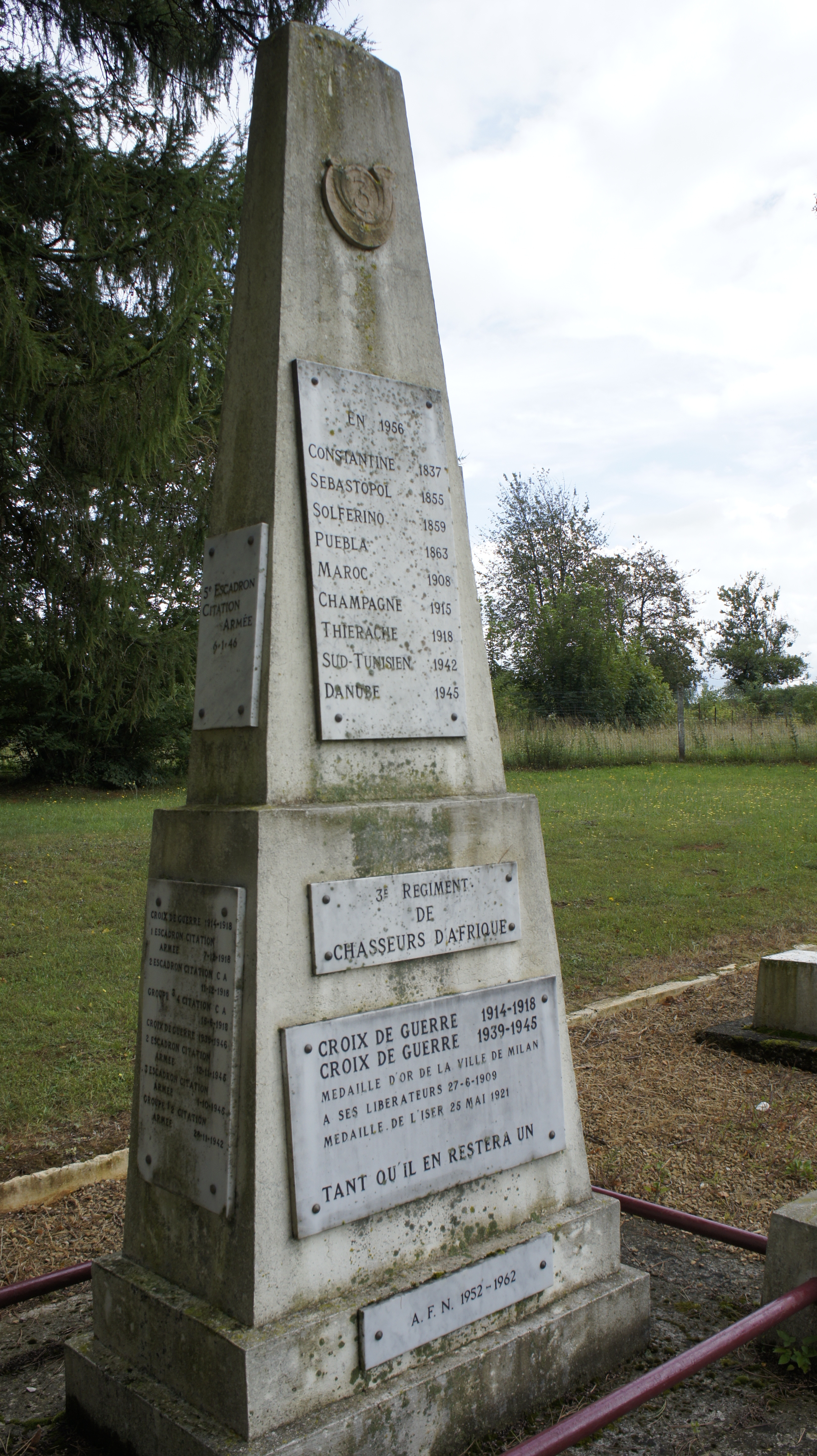
Le monument du 3e au Mémorial des chasseurs d'Afrique de Floing.

- Le 3e de "Chass d'Af" fut créé en 1833 à Bône en Algérie. Sa première campagne a été l'Algérie de 1833 à 1836 sur Bône, Guelma et Constantine. À la suite de la prise de cette dernière, le 3e RCA y installa sa garnison en 1837. Les années suivantes l'Algérie est devenue, pour ce régiment, un théâtre d'opérations militaires ; Djemilla (1839), Tébessa (1842), l'Aurès (1845), Zaatcha (1849), Bougie (1850), Kabylie orientale (1852), Sahara (1853), l'Aurès à nouveau en 1853.

### Second Empire
- La Crimée (1854 et 1856)
- L'Italie (1859)
- La Syrie (1860)
- Le Mexique (1862) : deux escadrons arrivent le 2 novembre et entrent dans la composition du 2e régiment de marche de Chasseurs d'Afrique sous les ordres du colonel Barail. Ils se battent à Puebla, Cholula, Atlisco en 1863, à Xérès et Guadalupe en 1864. Au cours de ce combat, le brigadier Pierre s'empara de l'étendard du 1er régiment de lanciers de Zacatecas.

Ils retournent en Algérie en 1867.
Le régiment participe activement à la Guerre de 1870 à 1871.

### Période 1871 à 1914
- Un détachement est envoyé à Madagascar en 1895. Les 1er et 4e escadrons opèrent au Maroc occidental (de janvier 1908 à janvier 1909), le 2e escadron (d'avril 1911 à février 1913). En 1914, la garnison du 3e RCA est à Constantine et deux escadrons sont à Sétif.

### Première Guerre mondiale

#### 1914
Le régiment quitte Constantine et embarque à Alger, le 5 août 1914 en laissant le 5e escadron en dépôt. Il débarque à Sète deux jours plus tard et se dirige sur Lyon. Il devient le régiment de cavalerie du Corps d'Armée Colonial.
Durant toute cette guerre, le 3e RCA restera sur le front de France. Il sera en Argonne, puis dans les Ardennes belges, il combat le 22 août à Rossignol puis participera à la retraite de la Marne et à la première bataille des Flandres d'octobre à novembre 1914.

#### 1915
Il est aux tranchées en juin 1915 en Artois, puis en Champagne de juillet à octobre. Le 3e régiment de marche de Chasseurs d'Afrique est créé et le 3e RCA devient le 7e RCA. Réaffecté au 1er CA Colonial, le 3e RCA est scindé en 2 demi régiments; Les escadrons opèrent sur la Somme et en Champagne. Il assure la surveillance des routes et combat à Noyon sur l'Aisne (d'avril à mai) et en Alsace (en juillet).

#### 1916
Bataille de la Somme

#### 1917
Bataille du Chemin des Dames

#### 1918
Reconstitué en août 1918, il se battra en Picardie (mars), dans les Flandres (avril), sur l'Aisne (juin) et en Champagne (juillet). 
Le 17 novembre 1918, le 3e RCA entre en Lorraine à Dieuze et Bitche, aux côtés de la 129e DI.
 Début décembre, il entre en Allemagne et stationne dans le Palatinat jusqu'au 2 avril 1919. 
Rejoignant le 3e escadron stationné à Lyon depuis le 20 août, il embarque à Marseille le 19 juillet 1919, pour l'Algérie.

### L'entre-deux-guerres
Le régiment est complet en Algérie, fin août 1919. Les 1er et 2e escadrons à Sétif, le 3e à Guelma, le 4e à Constantine. Des détachements sont en opération au Maroc (août 1921), au Levant (septembre 1921) et en Tunisie (1922).
Il se transformera en deux groupes d'escadrons (GE) et un escadron hors rang (EHR) entre avril et septembre 1933 :
- 1er GE (motorisé):
  - le 1er escadron porté de mitrailleuses et d'engins,
  - le 2e escadron en AMC et moto,
- 2e GE (à cheval) :
  - le 3e escadron,
  - le 4e escadron.

Un 5e escadron s'est formé en 1938, équipé d'automitrailleuses, par des sous officiers venant de France.

### Seconde Guerre mondiale

#### 1939
Entre mars et début juillet 1939, juste avant les hostilités, un groupe d'escadrons motorisé fut envoyé à Médénine et Gabés dans le Sud Tunisien. Le 3e RCA restructuré précédemment est entièrement motorisé[réf. nécessaire]

#### 1940
. 

#### 1941
Dans le cadre de l'Armée d'Armistice, le 3e RCA a 3 groupes d'escadrons et 1 EHR; est entièrement motorisé, en mai 1941. Cependant en juillet 1941, le 2e GE devient hippomobile. Il se sépare du 3e groupe d'escadrons au profit du 9e RCA, nouvellement créé. 

#### 1942
Durant la campagne de Tunisie, le 3e RCA appartenant à la BLM, opère à Gades, Gafsa, Fériana, Kasserine, Sidi Bouzid, Ousseltia. 

#### 1943
De retour à Constantine en 1943, il se porte sur Bellevue près de Mostaganem où dès juin, il touche le matériel américain. Le 3e RCA devient le régiment de reconnaissance de la 1re division blindée sous les ordres du général Jean Touzet du Vigier. Cette division blindée est intégrée à la 1re Armée Rhin et Danube du général de Lattre de Tassigny.

#### 1944
Le 15 août 1944, le 5e escadron débarque en Provence et participe à la prise de Toulon et de Marseille. Le reste du régiment embarque à Oran au début septembre pour débarquer Plage de la Nartelle, le 9 septembre 1944. Il est rattaché aux combat-commands de la 1re DB.
Après avoir remonté la vallée du Rhône, via Dijon, le 13 et Lure, le 19 septembre, il combat dans les Vosges, à Giromagny, à Servance, à Mélisey avant de participer à la libération de Carspach, Mulhouse, et d'autres localités d'Alsace.

#### 1945
En février 1945, il assure la surveillance du Rhin, à Carspach, qu'il traverse près de Huningue, le 25 avril.
En Allemagne, le régiment traverse Lörrach (25 avril), Radolfzell (27 avril) et arrive à Kandel et Landau, le 8 août 1945.
En juillet 1945, après l'armistice, le régiment s'installe à Obermoschel occupant le Palatinat et détache un escadron de marche à Berlin.

### Après guerre
Le régiment est renvoyé en France, le 27 octobre 1945 et s'installe à Fontenay le Comte avant de s'embarquer à Marseille pour l'Algérie, le 21 mai 1946. Il stationnera à Maison-Carré et rejoint Tlemcen, en août.
Renvoyé en Allemagne en octobre 1948, il stationne dans le Wurtemberg-Bade, à Weingarten et Ravensburg et un escadron est envoyé à Langenargen.

### Guerre d'Algérie
Le 3e RCA débarque le 1er avril 1956 en Algérie et stationne à l'Arba, à Rovigo et à Rivet et opère dans les régions de Kenchela et M'sila en grande Kabylie. Le régiment est désigné dans la "Force A" et son 3e escadron débarque à Port Fouad en Égypte, le 8 novembre. Le reste du régiment embarque le 9 novembre et débarque le 12 suivant sur le "Pasteur".
Le 3e RCA occupe jusqu'en juin 1959, la Maison Blanche, Ain-Taya, l'Arba, Rivet et Rovigo, puis il est envoyé sur Tebessa en août suivant. Là, il opère au Quartier de Bekkaria jusqu'en 1961, puis il occupe le sous secteur de El ma El Abiod de 1961 à 1962.
Il sera stationné ensuite entre Constantine et Oued-Zenatie avant d'embarquer pour la France, le 6 février 1963 où il rejoint Sissonne pour y être dissous le 28 février, après 131 ans au service de la France.

### Depuis 2019
À l'été 2019, le centre de formation initiale des militaires du rang du Valdahon — auparavant rattaché à la 2e brigade blindée — change d’appellation et de subordination et devient le CFIM de la 7e brigade blindée - 3e régiment de chasseurs d'Afrique.
Le 1er juillet 2025, le CFIM - 3e RCA change d'appellation et devient le 7e groupement d'instruction blindé (7e GIB). Il conserve le drapeau et les traditions du 3e régiment de chasseurs d'Afrique.  
Il est chargé de la formation initiale des engagés volontaires des régiments de la 7e brigade blindée.

## Traditions

### Devise
La devise du régiment Tant qu'il en restera un rappelle la réponse faite par le général Gaston Auguste de Gallifet au général Auguste-Alexandre Ducrot, en 1870-1871, qui lui demandait s'il pouvait effectuer une nouvelle charge avec les survivants des attaques précédentes.
" Encore un effort, que ce soit pour l’honneur des armes ! " - " Tant que vous voudrez, mon Général, tant qu’il en restera un ! ". Nous contresignâmes cette fière réponse en les acclamant et en agitant nos sabres : « Oui, mon Général ! Oui, mon Colonel ! ».

### Insigne
Héraldique
Une trompe de chasse ayant en son centre le chiffre 3 posée sur un croissant portant le devise "Tant qu'il en restera un" en métal argenté. Cet insigne a été fabriqué par Arthus Bertrand.

### Étendard
Il porte, cousues en lettres d'or dans ses plis, les inscriptions suivantes :,:
- Constantine 1837
- Sébastopol 1855
- Solférino 1859
- Puebla 1863
- Maroc 1908
- Champagne 1915
- Thiérache 1918
- Sud Tunisien 1942
- Danube 1945
- AFN 1952-1962

### Décorations
- Croix de guerre 1939-1945 avec une palme,
- Médaille d'or de la Ville de Milan,
- Croix de l'Yser Belge.

## Personnalités ayant servi au sein du régiment
- Général Joseph Vantini dit le Général Yusuf (1808-1866)
- Louis Adrien de Tucé (1817-1888)
- François Charles Louis de Lajaille, Marquis de Lajaille (1822-1889)
- Franchet d'Espérey (1824-1942)
- Prince Joachim Napoléon Murat (1834-1901)
- Ernest Marie Plessis (1837-1893)
- Commandant Marie-Maxime-Olivier de Gombert (1863-1914), comte de Gombert, chevalier de la Légion d'Honneur, cité à l'ordre du Régiment, Officier de l'Ordre de Léopold, Croix de Guerre Belge, Médaille de l'Yser
- Capitaine Ismaël de Lesseps (1871-1915) (en)
- Martial Valin (1898-1980)
- Alexandre de Courson de la Villeneuve (1903-1944) Français libre, Délégué militaire régional à Clermont-Ferrand (Région 6), fusillé par les allemands
- Lucien Berne (1912-1993), résistant français, Compagnon de la Libération
- André Mounier (1913-1941), résistant français, Compagnon de la Libération

## Sources et bibliographie
- LUYA (capitaine), Le 3e Chasseurs d'Afrique au Maroc (1908, 1911-12), Paris, Lavauzelle, 1914, 60 p.
- Historique du 3e régiment de chasseurs d'Afrique (1914-1918), Nancy, Berger-Levrault, s.d., 152 p.